# Судьба (фильм, 1977)
«Судьба́» — советский широкоформатный кинофильм 1977 года, снятый на киностудии «Мосфильм». Продолжение фильма «Любовь земная». По мотивам одноимённого романа Петра Проскурина. 
Лидер проката 1977 года — 57,8 млн зрителей.

## Сюжет
Начинается Великая Отечественная война. Захар Дерюгин уходит на фронт, но там попадает в плен. Сестра Захара, Катерина, вместе с пациентами оказывается в оккупации. Не добившись согласия на сотрудничество, немцы расстреливают её. Муж Катерины, Брюханов, возглавляет подпольный обком партии и партизанские отряды. Ваня, старший сын Дерюгина, погибает от фашистской пули при попытке к бегству, когда его с остальными подростками везут для отправки в Германию. Жена Дерюгина, Евфросинья, поджигает свой дом вместе с расквартированными в нём заснувшими пьяными офицерами и солдатами. В ответ немецкое командование готовит карательную акцию. Маня Поливанова, чтобы спасти сына и других детей, вступает в интимную связь с бывшим кулаком, а ныне полицаем Фёдором Макашиным, давно имевшим на неё виды. Партизаны занимают село и уничтожают отступающий немецкий гарнизон. Захар, вступивший в ряды партизан, в доме Мани Поливановой казнит Макашина, но саму Маню считает предательницей. Тем не менее, он забирает её и их сына с собой. Спасая жителей села от гибели в подожжённом фашистами сарае, партизаны проводят их массовую эвакуацию.

## В ролях
- Евгений Матвеев — Захар Тарасович Дерюгин
- Зинаида Кириенко — Ефросинья Павловна Дерюгина
- Ольга Остроумова — Мария Акимовна Поливанова
- Юрий Яковлев — Тихон Иванович Брюханов, секретарь обкома
- Валерия Заклунная — Катерина Тарасовна, жена Брюханова
- Альгимантас Масюлис — штурмбаннфюрер Зольдинг
- Вадим Спиридонов — Фёдор Михайлович Макашин, начальник полиции
- Владимир Самойлов — Родион Яковлевич Анисимов
- Георгий Юматов — Пекарев, партизан
- Александр Потапов — Никита Бобок, партизан
- Олег Измайлов — комбат
- Юрий Леонидов — Тихомиров, партизан, бывший начальник районного отдела НКВД
- Николай Олейник — солдат-украинец Рябокляч
- Николай Юдин — дед Макар Поливанов
- Валентин Черняк — Куликов, партизан
- Станислав Чекан — Павел Семёнович Кошев, председатель райисполкома
- Роман Филиппов — Батурин, партизан
- Валентин Брылеев — Фома Куделин
- Елизавета Уварова — Анна Александровна, нянечка
- Игорь Класс — Вилли Майер
- Павел Винник — пьяный эсэсовец
- Муза Крепкогорская — Варвара Чёрная
- Геннадий Юдин — немецкий военврач
- Всеволод Шиловский — Ганс, немецкий солдат
- Александр Лебедев — Семён, гармонист
- Николай Викулин — Иван Захарович Дерюгин
- Александр Харитонов — Михаил, партизан
- Манефа Соболевская — колхозница
- Валентина Клягина — девушка Надежда, пытавшаяся спасти советский флаг
- Мария Виноградова — Глаша, повариха
- Александр Вокач — бургомистр
- Герман Качин — трусливый солдат
- Сергей Подгорный — Шибанов
- Юрий Мартынов — член райкома, партизан
- Валентина Ушакова — Анна Бобок
- Зоя Исаева — колхозница
- Инна Выходцева — колхозница
- Николай Смирнов — однорукий полицай
- Николай Горлов — дед Потап, колхозник
- Дмитрий Орловский — член райкома
- Валентин Букин — немец, берущий в плен Захара
- Валерий Кошель — немецкий парашютист
- Александр Яковлев — немецкий офицер (не указан в титрах)

## Факты о фильме
- Натурные съёмки некоторых эпизодов велись с июля 1976 года в Смоленске и его окрестностях[1];
- Закадровый перевод с немецкого читает Артём Карапетян;
- В фильме звучит песня «Эхо любви» в исполнении Анны Герман и Льва Лещенко  (музыка Евгения Птичкина; стихи Роберта Рождественского)[2];
- В фильме звучит фрагмент стихотворения Роберта Рождественского «Летопись».
- В роли немецких парашютистов снялись бойцы Витебской 103-й гвардейской воздушно-десантной ордена Ленина, Краснознамённой, ордена Кутузова дивизии имени 60-летия СССР . Всего при съёмке данного эпизода было сделано три дубля.

## Фестивали и награды
1978 — 11-й Всесоюзный кинофестиваль в Ереване — специальный приз жюри.